# كازابازوا (كيبك)
كازابازوا (بالإنجليزية: Kazabazua, Quebec)‏ هي بلدية محلية في كيبيك تقع في كندا في La Vallée-de-la-Gatineau Regional County Municipality. يقدر عدد سكانها بـ 847 نسمة ومساحتها 182.00 كم2 .